# Viktor Blomquist
Johan Viktor Blomquist, född 10 mars 1871 i Arboga, död 20 april 1955 i Bromma församling, var en svensk civilingenjör.
Blomquist avlade 1892 ingenjörsexamen vid KTH och anställdes vid de Lavals ångturbinfabrik. Han uppfann några år senare högtrycksångpannan Atmos. Han invaldes 1929 som ledamot av Ingenjörsvetenskapsakademien och blev hedersledamot av densamma 1937.